# Jajar (Gandusari)
Jajar is een bestuurslaag in het regentschap Trenggalek van de provincie Oost-Java, Indonesië. Jajar telt 2625 inwoners (volkstelling 2010).